# Turksib

Trasa Turksibu

Turkestánsko-sibiřská dráha zkráceně též Turksib (kazašsky Түрксіб теміржолы, rusky Турксиб / Туркеста́но-Сиби́рская магистра́ль) je širokorozchodná trať spojující Střední Asii a Sibiř. Je dlouhá 2 375 km a vede z Arysu (kde začíná také Transaralská dráha do Orenburgu) do Novosibirska, kde se napojuje na Transsibiřskou magistrálu.

## Historie

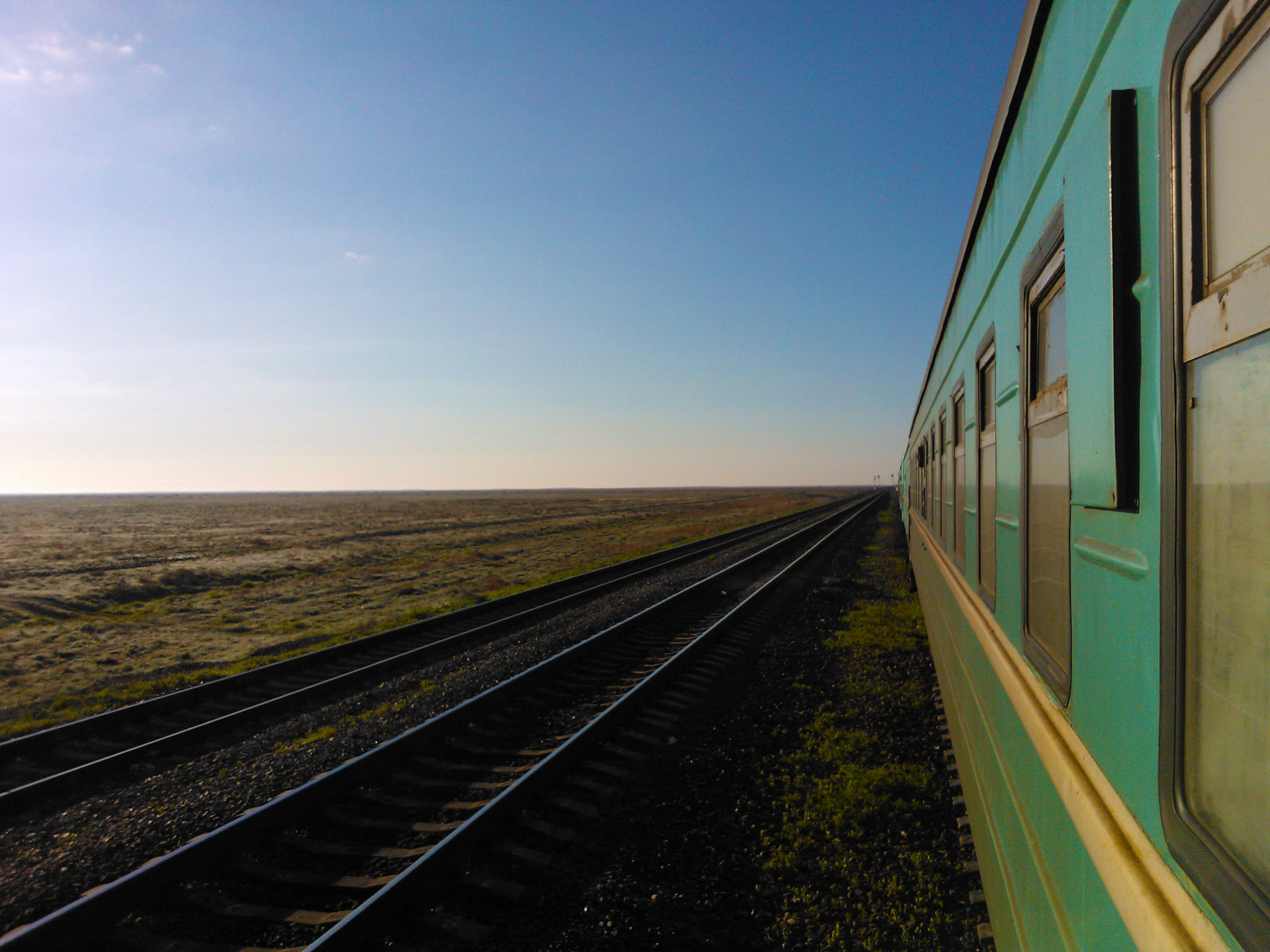
Pohled z vlaku Turksibu

Plán na železnici, která by usnadnila dopravu bavlny ze střední Asie na Sibiř, se objevil už v roce 1886. Rozhodnutí o stavbě bylo přijato roku 1906 a do roku 1915 byl dokončen úsek z Novonikolajevska (dnešní Novosibirsk) do Semipalatinska a na jihu z Arysu do stanice Burnoje.
Následující válečné období stavbě nepřálo, pouze v roce 1918 byl na příkaz admirála Kolčaka zbudován úsek Semipalatinsk–Ajagoz, který však byl později rozebrán. V roce 1926 rozhodla Rada práce a obrany SSSR o dokončení zbývajících 1452 kilometrů trati, do čela stavby byl jmenován Bill Šatov, ruský komunista, který žil dlouho v USA. Vybudování trati přes hory, stepi a polopouště se stalo prestižním úkolem první sovětské pětiletky. Obě větve se setkaly v dubnu 1930 u obce Ajnabulak, kde byl zatlučen stříbrný hřebík. Provoz na magistrále byl zahájen v lednu 1931, přepravovány byly především výrobky Uralo-Kuzněckého kombinátu. V roce 1958 bylo otevřeno připojení z města Šu do Karagandy a v roce 1960 byla dokončena trať z Aktogaje na čínské hranice.

## Zajímavosti
- První lokomotiva typu Э-1441, která po Turksibu projela, je vystavena na náměstí v Almaty, kde se také nachází konstruktivistická budova ředitelství dráhy.
- Alexandr Vveděnskij napsal báseň Turksib (byla otištěna v dětském časopise Ёж)
- Roku 1929 natočil Viktor Alexandrovič Turin o stavbě dokumentární film Turksib,[1] známý také pod názvem Ocelová cesta (Стальной путь).
- Zprovoznění Turksibu je popsáno v románu Ilfa a Petrova Zlaté tele. Turksib je zmíněn jako Východní magistrála a ze stanice Ajnabulak se stal Gremjaščij Ključ. Právě tady dostal Ostap Bender vytoužený milión od podzemního milionáře Korejka. Autoři románu byli přítomni otevření jako korespondenti moskevských novin Gudok (ústředního tiskového orgánu sovětských železničářů).